# Glos
Glos ist eine französische Gemeinde mit 924 Einwohnern (Stand: 1. Januar 2022) im Département Calvados in der Region Normandie. Sie gehört zum Kanton Lisieux im Arrondissement Lisieux. Die Einwohner werden Glosiens genannt.

## Geographie
Glos liegt etwa 47 Kilometer ostsüdöstlich von Caen und etwa vier Kilometer südöstlich des Stadtzentrums von Lisieux in der Landschaft Pays d’Auge am Orbiquet, in den hier sein Zufluss Courtonne einmündet. Umgeben wird Glos von den Nachbargemeinden Hermival-les-Vaux im Norden, Firfol im Nordosten, Courtonne-la-Meurdrac im Osten, Le Mesnil-Guillaume im Südosten und Süden, Saint-Jean-de-Livet im Südwesten, Saint-Martin-de-la-Lieue im Südwesten und Westen, Beuvillers im Westen sowie Lisieux im Nordwesten.

## Bevölkerungsentwicklung
| Jahr                       | 1962 | 1968 | 1975 | 1982 | 1990 | 1999 | 2006 | 2019 |
| Einwohner                  | 848  | 780  | 767  | 783  | 857  | 909  | 899  | 919  |
| Quellen: Cassini und INSEE |      |      |      |      |      |      |      |      |

## Sehenswürdigkeiten
- Kirche Saint-Sylvain
- Alte Kirche Notre-Dame in Villers-sur-Glos
- Schloss Villers (auch: Schloss Grosmesnil)
- Herrenhaus La Brairie aus dem 15. Jahrhundert, seit 2005 Monument historique
- Herrenhaus La Quesse aus dem 16. Jahrhundert, seit 1927 Monument historique
- Herrenhaus Bray aus dem 16. Jahrhundert, seit 1928 Monument historique
- Herrenhaus Colandon aus dem 18. Jahrhundert, seit 1971 Monument historique

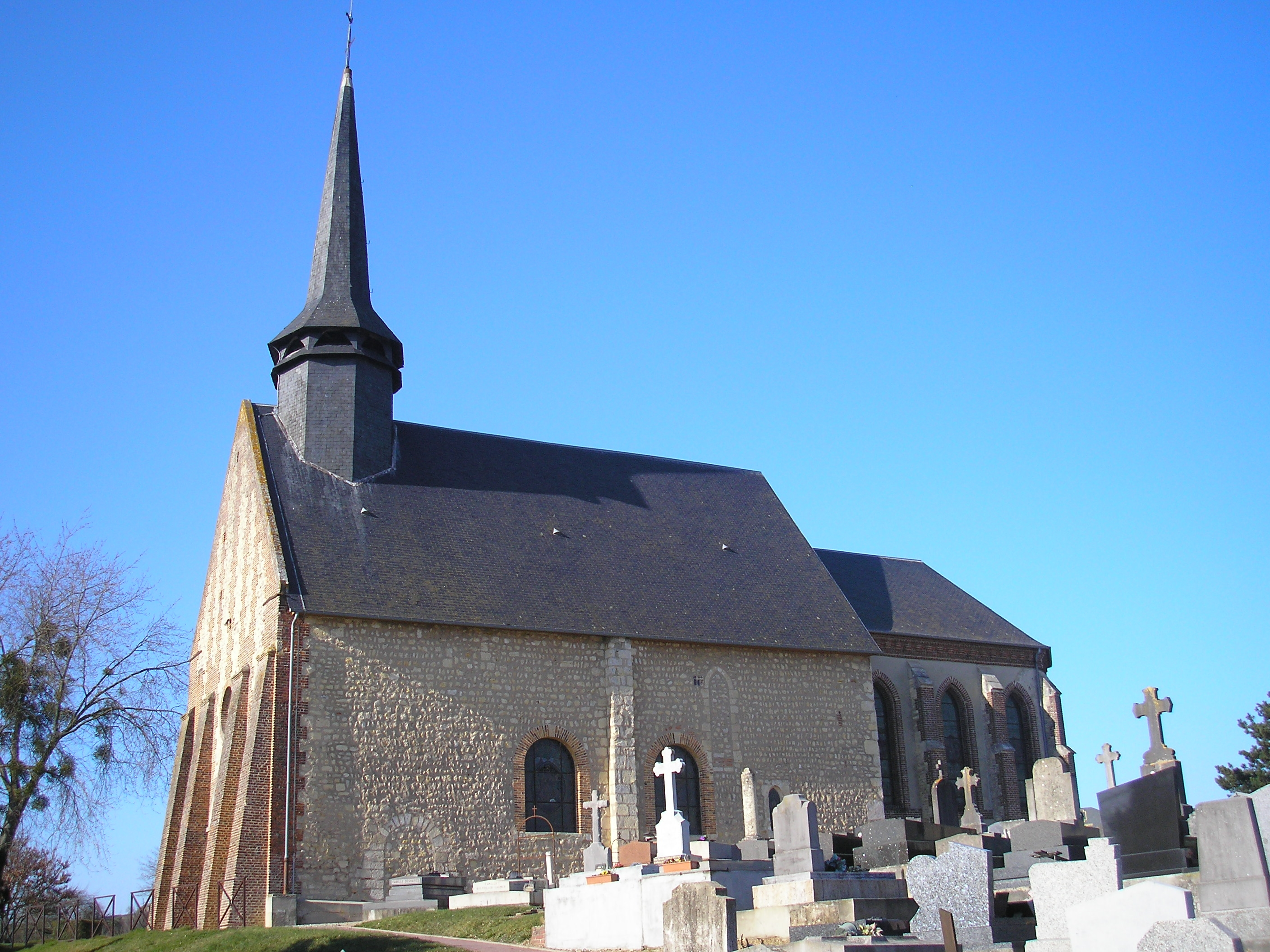
Kirche Saint-Sylvain

- Herrenhaus La Motte
- Herrenhaus La Vallée